# Museu Etrusco Guarnacci

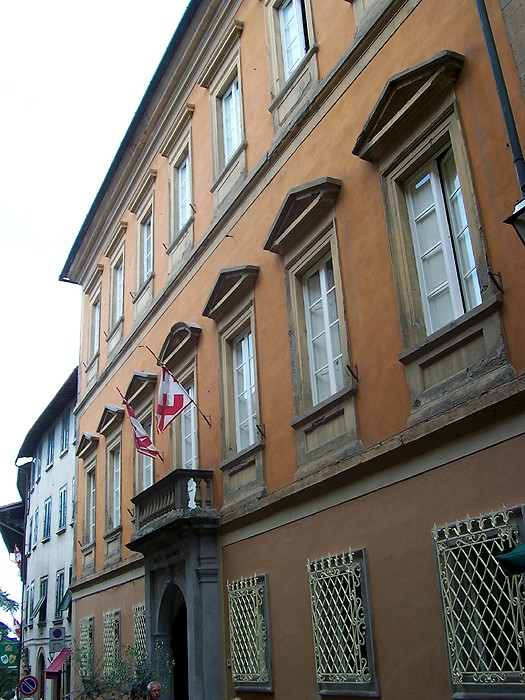
Fachada do museu

O Museu Etrusco Guarnacci é um museu de arte, história e arqueologia da Itália. Está localizado na cidade de Volterra. Seu acervo compreende uma grande quantidade de itens da história antiga da região, concentrando-se na cultura etrusca.
É um dos mais antigos museus públicos da Europa, tendo sido fundado em 1761 quando Mario Guarnacci doou à cidade de Volterra sua coleção arqueológica e uma biblioteca de 50 mil volumes. A primeira sede do museu foi instalada no Palazzo Maffei, e depois passou para o Palazzo dei Priori, ali permanecendo até 1877, quando foi transferido para o Palazzo Tangassi, onde se encontra até hoje.